# Deng Yawen
Deng Yawen (xinès simplificat: 邓雅文, pinyin: Dèng Yǎwén; Luzhou, 17 d'octubre de 2005) és una ciclista de BMX d'estil lliure i campiona olímpica xinesa. Va guanyar la medalla d'or a la prova d'estil lliure BMX femení als Jocs Olímpics d'estiu de 2024.

## Carrera
Als huit anys, Deng es va unir a l'equip d'atletisme de la Luzhou Amateur Athletic School, on va participar en javelina. Va començar el BMX freestyle el 2017, als 12 anys.
Va quedar segona als Jocs Nacionals de la Xina de 2021 i tercera als Campionats de Xina de 2022. El 2023, va fer el seu debut internacional i va guanyar una medalla d'or als Campionats asiàtics i va acabar sisena als Campionats del Món d'estil lliure UCI BMX 2023. L'octubre de 2023, va guanyar la Copa del Món d'estil lliure UCI BMX a Bazhong per davant de la campiona del món Hannah Roberts. El seu entrenador és Daniel Dhers.
A principis de 2024, va ser seleccionada per competir a la Sèrie de Qualificació Olímpica de 2024. Durant la primera etapa de la sèrie de classificació a Shanghai, va acabar en tercer lloc amb una puntuació de 91,50. Durant la segona, a Budapest, va acabar en quarta posició amb una puntuació de 90,96. Com a resultat, es va classificar per representar la Xina als Jocs Olímpics d'estiu de 2024. A París, va guanyar la medalla d'or de la prova d'estil lliure BMX femení, amb una puntuació de 92,60; per davant de la nord-americana Perris Benegas i l'australiana Natalya Diehm.